# Théo a Hugo
Théo a Hugo (Théo et Hugo dans le même bateau, tj. Théo a Hugo na stejné lodi) je francouzský hraný film z roku 2016, který režírovali Olivier Ducastel a Jacques Martineau podle vlastního scénáře. Film popisuje příběh dvou mladých mužů odehrávající se během jediné noci v Paříži. Snímek měl světovou premiéru na Mezinárodním filmovém festivalu Berlinale 15. února 2016. V ČR byl uveden ve stejném roce na filmovém festivalu Febiofest.

## Děj
Théo a Hugo se potkají v noci v nočním klubu v Marais, kde spolu mají sex. Odcházejí společně nad ránem a Hugo pozve Théa k sobě domů. Vezmou si kola v půjčovně Vélib' a časně ranní Paříží se projíždějí ulicemi a povídají si. Když Hugo zjistí, že Théo nepoužil kondom, vyděsí se, protože je HIV pozitivní. Donutí proto Théa odjet do nemocnice Saint-Louis na pohotovost kvůli postexpoziční profylaxi a vyzvednout si léky. Pak spolu jdou podél kanálu Saint-Martin až ke stanici Stalingrad, aby se zde nasnídali. Cestou si povídají o sobě. Hugo se do Paříže přistěhoval z vesnice z departementu Jura a pracuje jako koncipient u notáře. Théo studuje architekturu. Poté jedou prvním metrem linky 2 na stanici Anvers k Théovi do bytu, který bydlí na Montmartru. Hugo je přesvědčený, že Théo je nejlepší partner jeho života.

## Obsazení
| Geoffrey Couët   | Théo                 |
| François Nambot  | Hugo                 |
| Georges Daaboul  | syrský prodavač      |
| Élodie Adler     | zdravotní sestra     |
| Claire Deschamps | recepční v nemocnici |
| Jeffry Kaplow    | muž v nemocnici      |
| Marieff Ditier   | žena v metru         |

## Ocenění
- Berlinale: Teddy Award – cena publika
- Mezinárodní filmový festival v Guadalajara: cena Maguey